# Masahiko Inoha
Masahiko Inoha (伊野波雅彦?, Inoha Masahiko; Miyazaki, 28 agosto 1985) è un calciatore giapponese, difensore svincolato.
Nel 2011 si è laureato campione d'Asia con il Giappone.

## Carriera
Nella sua carriera ha militato in squadre giapponesi e croate.

## Statistiche

### Cronologia presenze e gol in nazionale
| Cronologia completa delle presenze e delle reti in nazionale ― Giappone | Cronologia completa delle presenze e delle reti in nazionale ― Giappone | Cronologia completa delle presenze e delle reti in nazionale ― Giappone | Cronologia completa delle presenze e delle reti in nazionale ― Giappone | Cronologia completa delle presenze e delle reti in nazionale ― Giappone | Cronologia completa delle presenze e delle reti in nazionale ― Giappone | Cronologia completa delle presenze e delle reti in nazionale ― Giappone | Cronologia completa delle presenze e delle reti in nazionale ― Giappone |
| Data                                                                    | Città                                                                   | In casa                                                                 | Risultato                                                               | Ospiti                                                                  | Competizione                                                            | Reti                                                                    | Note                                                                    |
| ----------------------------------------------------------------------- | ----------------------------------------------------------------------- | ----------------------------------------------------------------------- | ----------------------------------------------------------------------- | ----------------------------------------------------------------------- | ----------------------------------------------------------------------- | ----------------------------------------------------------------------- | ----------------------------------------------------------------------- |
| 17-1-2011                                                               | Al Rayyan                                                               | Giappone                                                                | 5 – 0                                                                   | Arabia Saudita                                                          | Coppa d'Asia 2011 - 1º turno                                            | -                                                                       | 46’                                                                     |
| 21-1-2011                                                               | Doha                                                                    | Giappone                                                                | 3 – 2                                                                   | Qatar                                                                   | Coppa d'Asia 2011 - Quarti di finale                                    | 1                                                                       |                                                                         |
| 25-1-2011                                                               | Doha                                                                    | Giappone                                                                | 2 – 2 dts (3 - 0 dtr)                                                   | Corea del Sud                                                           | Coppa d'Asia 2011 - Semifinale                                          | -                                                                       | 105’                                                                    |
| 29-1-2011                                                               | Doha                                                                    | Australia                                                               | 0 – 1 dts                                                               | Giappone                                                                | Coppa d'Asia 2011 - Finale                                              | -                                                                       | 120’ · 4º titolo                                                        |
| 1-6-2011                                                                | Niigata                                                                 | Giappone                                                                | 0 – 0                                                                   | Perù                                                                    | Amichevole                                                              | -                                                                       | 75’                                                                     |
| 7-6-2011                                                                | Yokohama                                                                | Giappone                                                                | 0 – 0                                                                   | Rep. Ceca                                                               | Amichevole                                                              | -                                                                       | 64’                                                                     |
| 7-10-2011                                                               | Kōbe                                                                    | Giappone                                                                | 1 – 0                                                                   | Vietnam                                                                 | Amichevole                                                              | -                                                                       | 46’                                                                     |
| 11-11-2011                                                              | Dushanbe                                                                | Tagikistan                                                              | 0 – 4                                                                   | Giappone                                                                | Qual. Mondiali 2014                                                     | -                                                                       | 89’                                                                     |
| 15-11-2011                                                              | Pyongyang                                                               | Corea del Nord                                                          | 1 – 0                                                                   | Giappone                                                                | Qual. Mondiali 2014                                                     | -                                                                       |                                                                         |
| 24-2-2012                                                               | Osaka                                                                   | Giappone                                                                | 3 – 1                                                                   | Islanda                                                                 | Amichevole                                                              | -                                                                       | 64’                                                                     |
| 23-5-2012                                                               | Fukuroi                                                                 | Giappone                                                                | 2 – 0                                                                   | Azerbaigian                                                             | Qual. Mondiali 2014                                                     | -                                                                       | 87’                                                                     |
| 8-6-2012                                                                | Saitama                                                                 | Giappone                                                                | 6 – 0                                                                   | Giordania                                                               | Qual. Mondiali 2014                                                     | -                                                                       | 72’                                                                     |
| 12-6-2012                                                               | Brisbane                                                                | Australia                                                               | 1 – 1                                                                   | Giappone                                                                | Qual. Mondiali 2014                                                     | -                                                                       | 90+2’                                                                   |
| 15-8-2012                                                               | Sapporo                                                                 | Giappone                                                                | 1 – 1                                                                   | Venezuela                                                               | Amichevole                                                              | -                                                                       | 46’                                                                     |
| 6-9-2012                                                                | Niigata                                                                 | Giappone                                                                | 1 – 0                                                                   | Emirati Arabi Uniti                                                     | Amichevole                                                              | -                                                                       | 46’                                                                     |
| 11-9-2012                                                               | Saitama                                                                 | Giappone                                                                | 1 – 0                                                                   | Iraq                                                                    | Qual. Mondiali 2014                                                     | -                                                                       |                                                                         |
| 6-2-2013                                                                | Kōbe                                                                    | Giappone                                                                | 3 – 0                                                                   | Lettonia                                                                | Amichevole                                                              | -                                                                       | 66’                                                                     |
| 22-3-2013                                                               | Doha                                                                    | Giappone                                                                | 2 – 1                                                                   | Canada                                                                  | Amichevole                                                              | -                                                                       | 61’                                                                     |
| 11-6-2013                                                               | Doha                                                                    | Iraq                                                                    | 0 – 1                                                                   | Giappone                                                                | Qual. Mondiali 2014                                                     | -                                                                       | 89’                                                                     |
| 14-8-2013                                                               | Rifu                                                                    | Giappone                                                                | 2 – 4                                                                   | Uruguay                                                                 | Amichevole                                                              | -                                                                       | 56’                                                                     |
| 27-5-2014                                                               | Saitama                                                                 | Giappone                                                                | 1 – 0                                                                   | Cipro                                                                   | Amichevole                                                              | -                                                                       | 79’                                                                     |
| Totale                                                                  |                                                                         | Presenze                                                                | 21                                                                      |                                                                         | Reti                                                                    | 1                                                                       |                                                                         |

## Palmarès

### Club

#### Competizioni nazionali
- Campionato giapponese: 2

Kashima Antlers: 2008, 2009
- Supercoppa del Giappone: 1

Kashima Antlers: 2010
- Coppa dell'Imperatore: 1

Kashima Antlers: 2010

### Nazionale
- Coppa d'Asia: 1

2011
- Kirin Cup: 1

2011